# Humberto Orlando Annone
Humberto Orlando Annone (Córdoba; 23 de noviembre de 1942-desaparecido en Córdoba; 8 de enero de 1976) profesor universitario, militante del peronismo revolucionario secuestrado desaparecido por un grupo parapolicial ligado a la Triple A.

## Breve reseña
Casado, un hijo. Cursó parte del secundario en el Liceo Militar «General Paz» y concluyó en el Colegio Nacional “Dean Funes” egresando en 1961 con el título de bachiller; en 1962 se inscribió en la carrera de Ingeniería Mecánica Electricista (ACH-FCEFyN); en 1967 ingresó a la carrera de Ciencia Política y Diplomacia en la UCC y egresó en abril de 1971 como Licenciado en Ciencias Políticas y en Diplomacia y profesor universitario en la Escuela de Ciencias de la Comunicación dependiente de la Universidad Nacional de Córdoba  y  de Escuela Secundaria Instituto Integral Modelo desde 1965. Fue uno de los fundadores de la Agrupación de Estudios Sociales (AES) de la Universidad Católica de Córdoba. Resulta destacable que seis de los nueve miembros fundadores del AES fueron detenidos - desaparecidos o asesinados en los años 70: Miguel Ángel Bustos, Jorge Mendé, Alberto José Molinas, María Leonor Pappaterra y Mariano Pujadas Badell, además de Humberto. Militó también en la Juventud Peronista (JP), Juventud Trabajadora Peronista (JTP) y Juventud Universitaria Peronista (JUP) cuando esta última se formó. Estuvo presente en el Cordobazo y el Viborazo.

## Secuestro desaparición
Fue secuestrado el 8 de enero de 1976, a primeras horas de la madrugada, en la casa del matrimonio Suárez, en la ciudad de Córdoba. Permanece desaparecido. En el mismo operativo fueron secuestrados Osvaldo Ramón Suárez, Dina Sylvia Ferrari de Suárez y Manuel Enrique Cohn.
Su secuestro fue obra del denominado Comando Libertadores de América (CLA), nombre local de la Triple A, dirigido por Luciano Benjamín Menéndez y Héctor Pedro Vergez (alias "Vargas").

### Osvaldo Ramón Suárez Forne
(29 de agosto de 1947, Córdoba, secuestrado desaparecido el 8 de enero de 1976, Córdoba)  estudiante de Medicina  y viajante de fábrica de ollas, militaba en Montoneros. Secuestrado de su domicilio.

### Dina (ó Dyna) Silvia Ferrari de Suárez
(8 de noviembre de 1949, Bell Ville, Córdoba, secuestrada desaparecida el 8 de enero de 1976, Córdoba). Esposa de Osvaldo Ramón, estudió en la Universidad Católica de Córdoba. Licenciada en Administración de Empresas. Era contadora y docente. Participó en la construcción de la AES y la Juventud Peronista (JP) cordobesa. Fue delegada del Sindicato de Docentes Privados y Particulares de la provincia de Córdoba.

### Manuel Enrique Cohn
(25 de mayo de 1937,Buenos Aires, secuestrado desaparecido el 8 de enero de 1976, Córdoba). Era fotógrafo y propietario de Foto Lumen. Militaba en Montoneros. Fue secuestrado en la casa del matrimonio Suárez. Permaneció cautivo en el Centro Clandestino de Detención  "Campo de La Ribera". Tenía 38 años. Permanece desaparecido.